# Ferrovia Angermünde-Schwedt
La ferrovia Angermünde-Schwedt è una linea ferroviaria tedesca.

## Caratteristiche

### Percorso
| Unknown route-map component "eABZg+r" |

| Station on track |

| Unknown route-map component "ABZgl" |

| Unknown route-map component "eHST" |

| Station on track |

| Unknown route-map component "eHST" |

| Unknown route-map component "eBHF" |

| Unknown route-map component "eHST" |

| Unknown route-map component "eHST" |

| Stop on track |

| End station |